# Gyarina bispinosa
Gyarina bispinosa är en insektsart som först beskrevs av Jacobi 1915.  Gyarina bispinosa ingår i släktet Gyarina och familjen Flatidae. Inga underarter finns listade i Catalogue of Life.